# 觀恒平
觀 恒平（かん こうへい、1960年3月7日 - ）は、日本の公認会計士。有限責任監査法人トーマツ包括代表を務めた。

## 人物・経歴
福井県出身。1983年横浜国立大学経営学部卒業。1986年公認会計士登録。1987年三田会計社入社。2013年有限責任監査法人トーマツ経営会議メンバー。2015年有限責任監査法人トーマツ包括代表。